# Alice Eleanor Jones
Alice Eleanor Jones, née le 30 mars 1916 à Philadelphie et morte le 6 novembre 1981, est une écrivaine et journaliste de science-fiction féministe américaine.

## Biographie
Alice Eleanor Jones est née le 30 mars 1916 à Philadelphie. Ses parents sont Henry Stayton Jones et de Lucy A. Jones (née Schuler). Son père est photograveur pour une maison d'édition. Elle a une sœur. Alice Eleanor Jones obtient son baccalauréat de l'Université de Pennsylvanie en 1936 et son doctorat. en littérature anglaise de la même université en 1944. Elle épouse un autre étudiant diplômé et auteur de fiction spéculative Homer Nearing Jr. et ils déménagent à Swarthmore, en Pennsylvanie. Le couple a deux fils, Geoffrey et Gregory,.
Alice Eleanor Jones a eu une longue carrière dans l'édition pour un certain nombre de magazines, dont Redbook, Ladies' Home Journal, The Saturday Evening Post, Woman’s Day (en), American Girl et Seventeen. Elle a publié des articles à la fois de fiction et de non-fiction. Elle écrit pour ces revues jusque dans les années 1960. En 1955, elle publie brièvement dans des magazines de genre et son travail a depuis été réédité par Strange Horizons (en). Son travail est reconnu pour ses fortes tonalités féministes,,,,. Par exemple, dans Created he Them, Alice Eleanor Jones se concentre sur la perspective des femmes et selon Lisa Yaszek « fusionne les compréhensions contemporaines de la guerre nucléaire avec les sensibilités maternelles de l'activisme des femmes pour la paix ».

## Œuvres choisies

### Romans courts
- (en) The Happy Clown, 2019

### Nouvelles
- (en) Life, Incorporated, 1955
- Croissez et multipliez, 1956 ((en) Created He Them, 1955)Parue dans la revue Fiction no 27, OPTA
- (en) Miss Quatro, 1955
- (en) Recruiting Officer, 1955
- (en) The Happy Clown, 1955